# Al-Bajda (muhafaza)
Al-Bajda (arab. البيضاء) jedna z 21 jednostek administracyjnych Jemenu znajdująca się w środkowej części kraju. Według danych na rok 2017 muhafazę zamieszkiwało 821 000 osób.